# Chakriorden

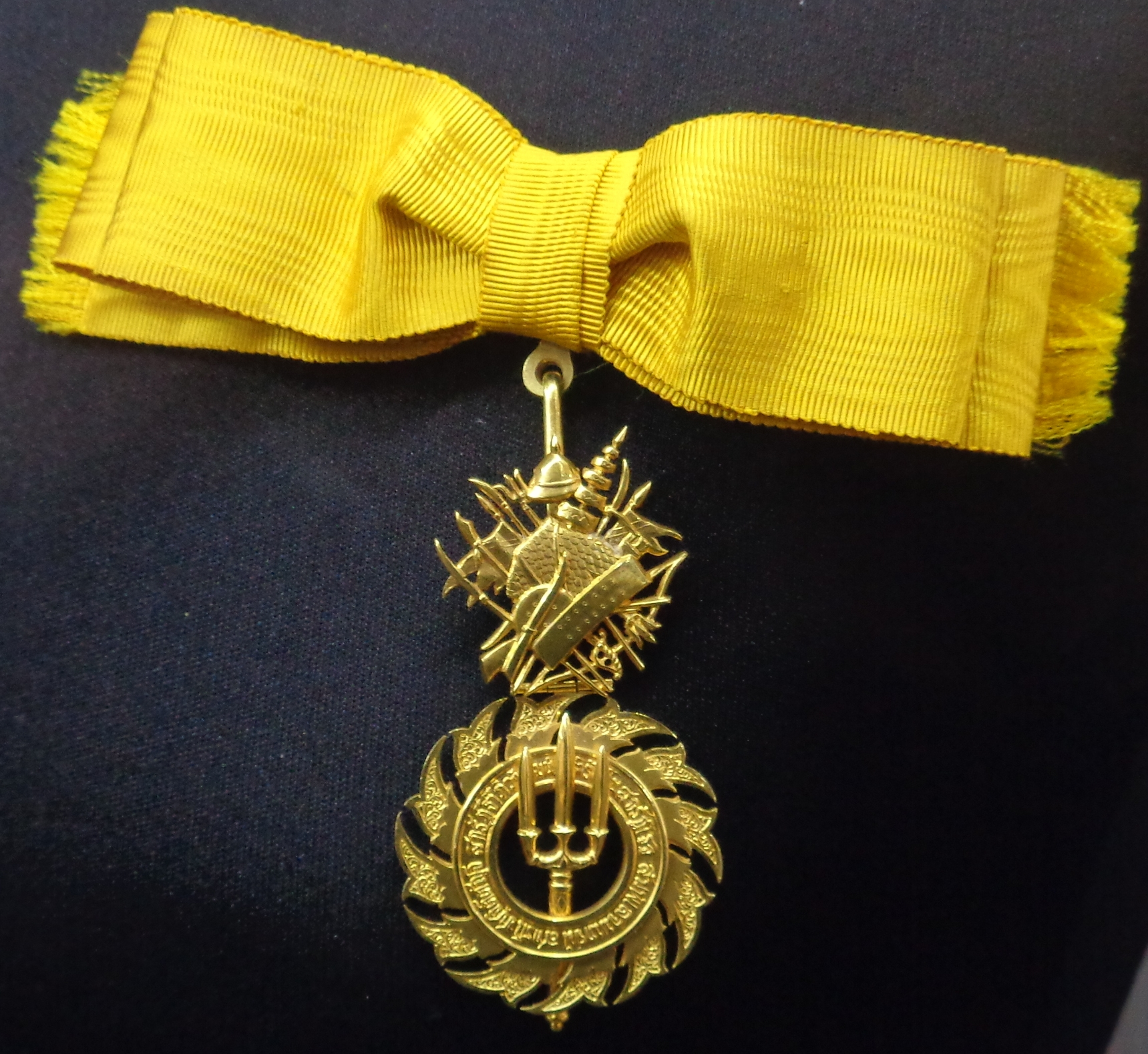
Chakriorden

Chakriorden, Maha chakri, är en thailändsk orden etablerad 1882 av Kung Rama V kung av Siam (nuvarande Thailand) till minne av Bangkoks ett hundra årsdag. Den utdelas till den kungliga familjen, utländska statsöverhuvuden och till andra kungliga familjer. Orden har enbart en klass (Riddare).
Ordenstecknet Chula Chakri bärs på ett gult band över vänster axel till höger höft. Kraschanen sätts på vänster sida.
Svenskar som har blivit tilldelad orden är:
- Kung Oscar II 29 oktober 1888
- Kung Gustaf V (som kronprins) 13 Juli 1897
- Prins Carl Hertig av  Västergötland 13 Juli 1897
- Prins Eugen Hertig av Närke 13 Juli 1897
- Prins Oscar Greve av Wisborg 13 Juli 1897
- Kung Gustaf VI Adolf (som kronprins) 25 oktober 1911
- Prins Wilhelm Hertig av Södermanland  25 oktober 1911
- Drottning gemål Louise Mountbatten 21 September 1960
- Prins Bertil Hertig av Halland 21 september 1960